# نيكو بيانكوني
نيكو بيانكوني (بالإيطالية: Niko Bianconi)‏ (10 أكتوبر 1991 بتشيتا دي كاستيلو في إيطاليا - ) هو لاعب كرة قدم إيطالي في مركز الهجوم. لعب مع نادي فيتشينزا ونادي لوكيزي وUSD Follonica Gavorrano ‏ ونادي سافونا ‏ وUS Poggibonsi ‏ ونادي سي إس فيزيه.

## وصلات خارجية
- نيكو بيانكوني على موقع قاعدة بيانات كرة القدم.إي يو (الإنجليزية)